# Anarchism: A Documentary History of Libertarian Ideas
Anarchism: A Documentary History of Libertarian Ideas (Anarchisme : une histoire documentaire des idées libertaires) est une anthologie mondiale de textes libertaires rassemblés par l'historien canadien Robert Graham et éditée en trois volumes par Black Rose Books.
Chaque texte est introduit par Robert Graham, replaçant son auteur et la sélection dans leur contexte historique et idéologique, illustrant les origines et le développement des idées anarchistes à travers le monde.

## Projet
Publié en 2005, le premier volume se présente comme une introduction aux thèmes de la pensée libertaire de l'antiquité à 1939.
Le deuxième volume couvre la période de 1939 (avec la défaite de la révolution sociale espagnole de 1936) à 1977, date qui marque une résurgence significative du mouvement anarchiste.
Le troisième volume, concerne la période de 1974 à 2012, présentant les différents courants de la théorie et de la pratique anarchiste qui se sont développées depuis les années 1970. Les chapitres portent sur différents sujets dont la démocratie autogestionnaire, les mouvements altermondialistes, le spécifisme, l'action directe, l'écologie libertaire, l'art et l'anarchie, l'anticapitalisme, le post-anarchisme et la pertinence de l'anarchisme aujourd'hui.

## From Anarchy to Anarchism (300 CE to 1939)
En vingt-quatre chapitres, ce premier volume de l'anthologie réunit des textes de, notamment,
- Bao Jingyan
- Étienne de La Boétie
- Gerrard Winstanley
- William Godwin
- Jean-François Varlet
- Sylvain Maréchal
- Charles Fourier
- Pierre-Joseph Proudhon
- Michel Bakounine
- Max Stirner
- Anselme Bellegarrigue
- Joseph Déjacque
- Francisco Pi y Margall
- Carlo Pisacane
- Louise Michel
- Pierre Kropotkine
- Carlo Cafiero
- Luigi Galleani
- Josep Llunas i Pujals[1]
- Charlotte Wilson
- Élisée Reclus
- Jean Grave
- Gustav Landauer
- E. Armand
- Paul Brousse
- Léon Tolstoï
- Errico Malatesta
- Voltairine de Cleyre
- Fernand Pelloutier
- Antoni Pellicer i Peraire[2]
- Emma Goldman
- Pierre Monatte
- Oscar Wilde
- Bernard Lazare
- Francisco Ferrer
- Sébastien Faure
- Carmen Lareva
- Práxedis Guerrero
- Ricardo Flores Magón
- Otto Gross
- Grigori Maksimov
- Piotr Archinov
- Voline
- Alexandre Berkman
- Manuel González Prada
- Rafael Barrett
- Teodoro Antilli
- López Arango
- He Zhen
- Chu Minyi (en)
- Wu Zhihui
- Shifu
- Huang Lingshuang
- Ba Jin
- Shūsui Kōtoku
- Sakae Ōsugi
- Noe Itō
- Shin Chae-ho
- Hatta Shūzō
- Kubo Yuzuru
- Takamure Itsue
- Luigi Fabbri
- Industrial Workers of the World
- Marcus Graham (en)
- Wilhelm Reich
- Bart de Ligt
- Rudolf Rocker
- Félix Martí Ibáñez
- Lucía Sánchez Saornil
- Confédération nationale du travail
- Diego Abad de Santillán
- Gaston Leval
- Albert Jensen (sv)
- Herbert Read

## The Emergence of the New Anarchism (1939 to 1977)
Répartis en dix chapitres, en plus des auteurs déjà cités, ce volume rassemble des textes de, notamment,
- Fédération anarchiste romande[3]
- Marie-Louise Berneri
- Jean-René Saulière
- Fédération anarchiste italienne
- Fédération anarchiste
- Paul Goodman
- Alex Comfort
- Dwight Macdonald
- Ethel Mannin
- Martin Buber
- Giancarlo De Carlo
- Holley Cantine
- Paul-Émile Borduas
- André Breton
- Julian Beck
- Living Theatre
- Geoffrey Ostergaard (en)
- Mohamed Saïl
- Maurice Fayolle
- André Prudhommeaux
- Noir et Rouge
- Vinoba Bhave
- Jayaprakash Narayan
- Vernon Richards
- Nicolas Walter
- David Thoreau Wieck[4],[5]
- David Dellinger
- A.J. Baker
- Gary Snyder
- C. George Benello
- Louis Mercier-Vega
- Joel Spring
- Lain Diez
- Murray Bookchin
- Daniel Guérin
- Provo
- Daniel Cohn-Bendit
- Gabriel Cohn-Bendit
- Jacobo Prince
- Noam Chomsky
- Robert Paul Wolff
- Philip Sansom
- Benjamin Péret
- Comunidad del Sur
- Maurice Joyeux
- Pierre Clastres
- Michael Taylor
- Nico Berti
- George Woodcock
- Paul Feyerabend
- Richard Kostelanetz
- Ivan Illich
- Peggy Kornegger
- Carol Ehrlich

## The New Anarchism (1974-2012)
Publié en 2012, le dernier volume est découpé en douze chapitres avec des contributions, outre les noms déjà cités de, notamment,
- David Graeber
- Alfredo Errandonea
- Dimitri Roussopoulos
- Eduardo Colombo
- Amedeo Bertolo
- Andrew Flood
- Hakim Bey
- Luc Bonet
- Andrea Papi
- Benjamin Franks
- Harold Barclay
- Alan Ritter
- Alan Carter
- Jeff Ferrell
- Uri Gordon
- David Watson
- Brian Tokar
- Graham Purchase
- Chaia Heller
- Peter Marshall
- Alan Mandell
- Rossella Di Leo
- Nicole Laurin-Frenette
- Ariane Gransac
- Carole Pateman
- Jamie Heckert
- Richard Sonn
- Max Blechman
- Edward Herman
- Brian Martin
- Normand Baillargeon
- Peter Marshall[6]
- Graham Purchase
- Kevin Carson
- Adam Buick
- John Crump
- Luciano Lanza
- Sharif Gemie
- Mok Chiu Yu
- Mihara Yoko
- Ruben G. Prieto
- Marina Sitrin
- Andrew Flood
- Bas Umali
- Ashanti Alston
- Harsha Walia
- Todd May
- Saul Newman
- Jesse Cohn
- Mark Leier
- Daniel Colson
- Richard Day

## Notices
- WorldCat : volume I.
- Sudoc : volume I.
- Centre international de recherches sur l'anarchisme (Lausanne) : volume I - volume II.
- RA.forum : volume I - volume II.
- (en) Libcom : notice.

### Sur l'auteur
- Notices d'autorité :   - VIAF
  - IdRef
  - LCCN
  - GND
  - WorldCat